# Jean-Nicolas Moes
Pour les articles homonymes, voir Moes.
 (août 2018).
Jean-Nicolas Moes, né le 29 août 1857 à Weiler-la-Tour et mort le 8 août 1907, est un journaliste et éditeur de journaux luxembourgeois. 
Il est surtout connu comme éditeur du journal Das Luxemburger Land paru de 1882 à 1887. Il a signé en partie sous les pseudonymes de Jan van Wyler et Jéhan Latour.

## Biographie
À l'âge de 25 ans, Jean-Nicolas Moes publie à Echternach un hebdomadaire spécialisé dans le tourisme, qui, après 13 numéros parus, change de titre pour devenir le Das Luxemburger Land, journal paraissant à Luxembourg-ville et imprimé par les presses de Victor Buck.
Au début, Jean-Nicolas Moes rédige lui-même la majorité des articles de son journal. Plus tard, l'historien Nicolas van Werveke et l'abbé Martin Blum collaboreront régulièrement à la rédaction.
La parution du journal est arrêtée en 1887, six ans après sa première parution.
De 1895 à 96 Jean-Nicolas Moes publie, en collaboration avec le photographe Charles Bernhoeft, le magazine Das Luxemburger Land in Wort und Bild (traduction: Le pays luxembourgeois par l'écrit et les images). La parution fut arrêtée moins d'un an après son premier numéro.
Ã partir de 1886 Jean-Nicolas Moes édite le Letzeburger Kladderadatsch.
Jean-Nicolas Moes a participé à la rédaction de diverses publications anti-cléricales, cela tout en collaborant, aux côtés de Charles André Engel au magazine catholique Das freie Wort (Libre parole).